# Sealed Cargo
Sealed Cargo is een Amerikaanse oorlogsfilm uit 1951 onder regie van Alfred L. Werker. Destijds werd de film in Nederland uitgebracht onder de titel Het gevloekte zeilschip.

## Verhaal
Tijdens de oorlog ontdekt de schipper Pat Bannon het wrak van een Deens vrachtschip. Aan boord bevindt zich alleen nog de gewonde kapitein Skalder. Hij schiet de man te hulp, maar komt er ook achter dat zijn boot wordt gebruikt voor wapenleveringen aan onderzeeërs van de nazi's. 

## Rolverdeling
| Acteur         | Personage        |
| -------------- | ---------------- |
| Dana Andrews   | Pat Bannon       |
| Carla Balenda  | Margaret McLean  |
| Claude Rains   | Kapitein Skalder |
| Philip Dorn    | Konrad           |
| Onslow Stevens | James McLean     |
| Skip Homeier   | Steve            |
| Eric Feldary   | Holger           |
| J.M. Kerrigan  | Ben              |
| Arthur Shields | Kevin Dolan      |
| Morgan Farley  | Caleb            |